# Malé International Airport
Velana International Airport (Divehi: ވެލާނާ ބައިނަލްއަޤުވާމީ ވައިގެ ބަނދަރު), ook bekend als Malé-Velana International Airport, is de internationale luchthaven van de Maledivische hoofdstad Malé en ligt op het eiland Hulhulé. Vanaf het vliegveld kan worden gevlogen binnen Azië en naar Europa. De luchthaven is de hub voor beOnd, Maldivian en Trans Maldivian Airways.
Een groot aantal binnenlandse vluchten wordt door middel van watervliegtuigen verzorgd.

## Geschiedenis
Malé International Airport werd in 1960 gebouwd  door de Britten en Hulhulé Airport genoemd. De Royal New Zealand Air Force landde er voor het eerst op 19 oktober 1960. Air Ceylon voerde op 10 april 1962 de eerste commerciële vlucht uit. In 1964 werd de luchthaven flink uitgebreid en werd op 12 april 1966 officieel geopend door president Ibrahim Nasir. Op 11 november 1981 werd de luchthaven weer geopend na verdere uitbreidingen door president Maumoon Abdul Gayoom en hernoemd naar de huidige naam.
Op 26 december 2004 kwam de luchthaven grotendeels onder water te staan na de tsunami die volgde op de zeer zware zeebeving in de Indische Oceaan. Er was geen waarschuwing uitgegaan, waardoor het vliegveld nog helemaal operationeel was tijdens de vloedgolf.
In 2016 werd begonnen met de bouw van een nieuwe terminal met een capaciteit van ruim zeven miljoen passagiers per jaar. De terminal zou aanvankelijk in 2022 openen, maar de opening staat nu gepland op 26 juli 2025. In oktober 2022 opende luchthaven al de grootste terminal voor watervliegtuigen ter wereld.

## Luchtvaartmaatschappijen en bestemmingen
Vanaf Malé International Airport kan worden gevlogen met de volgende luchtvaartmaatschappijen naar de volgende bestemmingen (juni 2025):
| Luchtvaartmaatschappij   | Bestemmingen |
| ------------------------ | --- |
| Aeroflot                 | Moskou |
| Air Arabia               | Sharjah |
| AirAsia                  | Kuala Lumpur |
| Air France               | Seizoensgebonden: Parijs (hervat 19 december 2025) |
| Air India                | New Delhi |
| Austrian Airlines        | Seizoensgebonden: Wenen (hervat 13 oktober 2025) |
| Azerbaijan Airlines      | Seizoensgebonden: Bakoe (hervat 27 oktober 2025) |
| Bangkok Airways          | Bangkok |
| Batik Air Malaysia       | Kuala Lumpur |
| Beijing Capital Airlines | Beijing |
| beOnd                    | Dubai, Riyad |
| British Airways          | Londen |
| China Eastern Airlines   | Shanghai Seizoensgebonden: Kunming (hervat 28 juni 2025) |
| Chongqing Airlines       | Colombo |
| Condor                   | Seizoensgebonden: Frankfurt (hervat 20 september 2025) |
| Discover Airlines        | Seizoensgebonden: Frankfurt (hervat 13 december 2025) |
| Edelweiss Air            | Seizoensgebonden: Zürich (hervat 20 september 2025) |
| Emirates                 | Colombo, Dubai |
| Etihad Airways           | Abu Dhabi |
| FitsAir                  | Colombo |
| Flydubai                 | Colombo, Dubai |
| Gulf Air                 | Colombo, Manama |
| Hong Kong Airlines       | Seizoensgebonden: Hongkong (hervat 11 juli 2025) |
| IndiGo                   | Bengaluru, Kochi, Mumbai |
| ITA Airways              | Seizoensgebonden: Rome (hervat 19 december 2025) |
| Malaysia Airlines        | Kuala Lumpur |
| Maldivian                | Beijing, Chengdu, Dharavandhoo, Dhaalu, Djedda, Faresmaathodaa, Funadhoo, Fuvammulah, Gan, Hanimaadhoo, Hoarafushi, Ifuru, Kaadedhdhoo, Kadhdhoo, Kulhudhuffushi, Kochi, Kooddoo, Maafaru, Maavaarulaa, Madivaru, Muli, Shanghai, Thimarafushi, Thiruvananthapuram |
| Manta Air                | Dhaalu, Dharavandhoo, Ifuru, Maafaru, Madivaru, Thimarafushi |
| Neos                     | Seizoensgebonden: Milaan, Rome, Verona Seizoensgebonden charter: Warschau (vanaf 5 november 2025) |
| Qatar Airways            | Doha |
| Saudia                   | Djedda, Riyad |
| SCAT Airlines            | Seizoensgebonden: Almaty |
| Sichuan Airlines         | Chengdu |
| Singapore Airlines       | Changi |
| SriLankan Airlines       | Colombo |
| Thai AirAsia             | Bangkok |
| Trans Maldivian Airways  | Dharavandhoo, Funadhoo, Hoarafushi, Ifuru, Kadhdhoo, Maafaru, Maamigili, Madivaru |
| Turkish Airlines         | Istanbul |
| US-Bangla Airlines       | Dhaka |
| Villa Air                | Maamigili |
| Virgin Atlantic          | Seizoensgebonden: Londen (hervat 24 oktober 2025) |
| Xiamen Air               | Xiamen |

## Statistieken

### Passagiersaantallen
| Jaar | Aantal    | Jaar | Aantal    | Jaar | Aantal    |
| ---- | --------- | ---- | --------- | ---- | --------- |
| 1987 | 278.893   | 2000 | 1.649.103 | 2013 | 4.106.742 |
| 1988 | 343.818   | 2001 | 1.629.091 | 2014 | 4.341.092 |
| 1989 | 354.013   | 2002 | 1.666.730 | 2015 | 4.697.207 |
| 1990 | 467.008   | 2003 | 1.833.620 |      |           |
| 1991 | 485.601   | 2004 | 2.060.342 |      |           |
| 1992 | 623.188   | 2005 | 1.534.194 |      |           |
| 1993 | 692.914   | 2006 | 2.174.697 |      |           |
| 1994 | 846.741   | 2007 | 2.467.570 |      |           |
| 1995 | 969.813   | 2008 | 2.503.669 |      |           |
| 1996 | 1.043.374 | 2009 | 2.500.440 |      |           |
| 1997 | 1.169.872 | 2010 | 3.059.794 |      |           |
| 1998 | 1.289.504 | 2011 | 3.419.225 |      |           |
| 1999 | 1.497.559 | 2012 | 3.615.037 |      |           |

## Trivia
- Aan de westkant van de start- en landingsbaan ligt een scheepswrak.[13]

## Incidenten en ongevallen
- Op 18 oktober 1995 maakte een Dornier 228 van Air Maldives een te scherpe bocht naar rechts na de landing, waardoor het tegen de zeewering klapte en in de aangrenzende lagune terechtkwam.[14][15] Het vliegtuig werd afgeschreven en drie van de acht inzittenden raakten gewond.[16]
- Op 15 augustus 1996 verloor een Mil Mi-8P de controle na het opstijgen.[17] Vier personen raakten lichtgewond.
- Op 17 mei 2004 botste een de Havilland Canada DHC-6 Twin Otter Series 300 van Trans Maldivian Airways tegen de zeewering van landingsbaan 18 na problemen bij het opstijgen vanaf de watervliegtuigbasis.[18] Beide piloten en een passagier raakten ernstig gewond bij het ongeval. Het vliegtuig werd afgeschreven.